# Wink Martindale

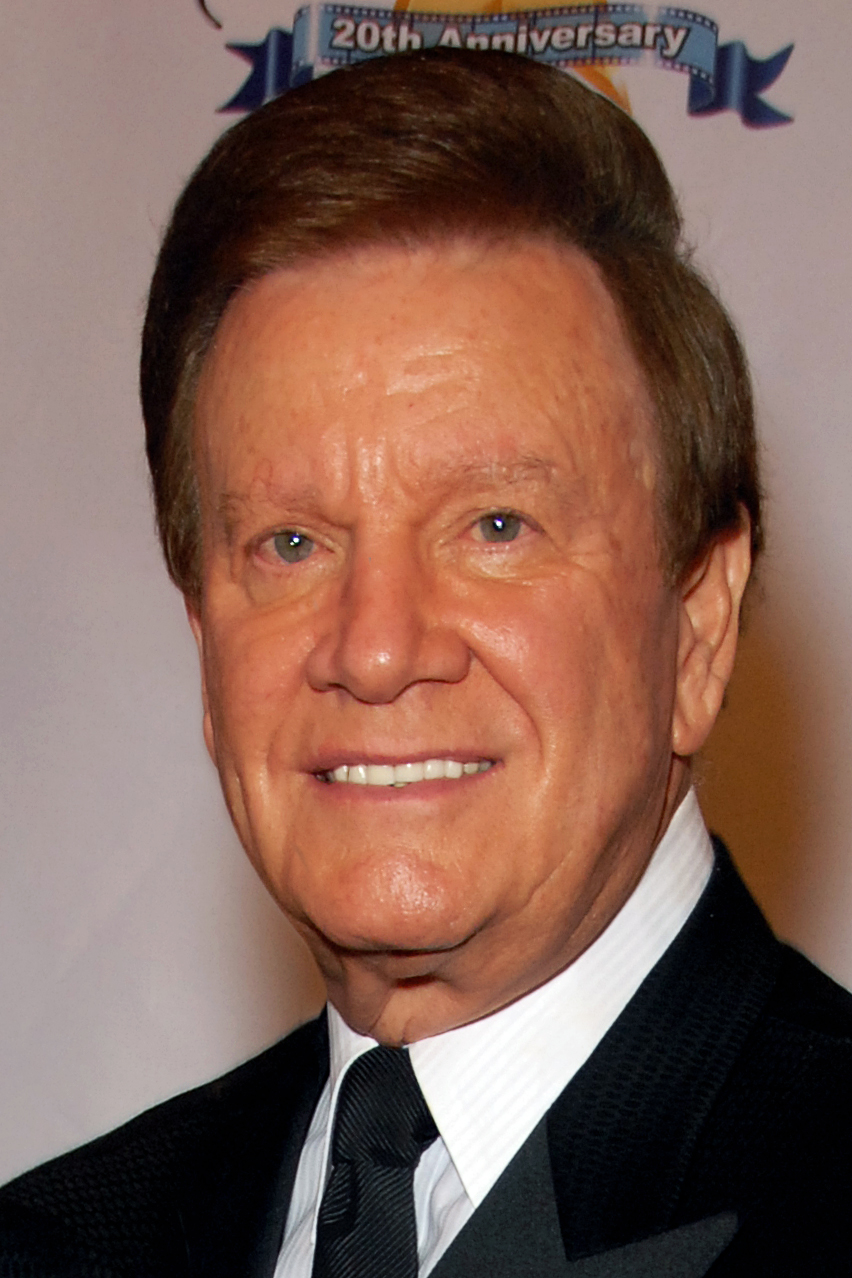
Wink Martindale (2010)

Winston Conrad „Wink“ Martindale (* 4. Dezember 1933 in Jackson, Tennessee; † 15. April 2025 in Rancho Mirage, Kalifornien) war ein amerikanischer Fernsehmoderator und Diskjockey.

## Leben und Wirken
Martindale begann im Alter von 17 Jahren eine Karriere als Diskjockey bei verschiedenen Radiostationen, zuerst bei WPLI und zwei weiteren Radiostationen in Jackson, später in Memphis, Tennessee und Los Angeles.
Parallel begann Martindale eine Karriere im Fernsehen. Zuerst war er bei WHBQ-TV in Memphis als Moderator der Mars Patrol, einer Science-Fiction-orientierten Kinderfernsehsendung. Martindale war mit Elvis Presley befreundet, nach dessen Tod 1977 er eine ihm gewidmete USA-weite Radiosendung moderierte.
Martindale wirkte als Entertainer vieler amerikanischer Quizsendungen wie What's This Song?, Debt, Gambit, High Rollers, The Last Word, Tic Tac Dough und Trivial Pursuit. Er begründete die Quizsendungen Bumper Stumpers und Headline Chasers; letztere moderierte er auch selbst.
Mit seinem Sprechgesang-Titel Deck Of Cards von 1959 erreichte Martindale Platz 7 in den amerikanischen Charts „Billboard Hot 100“; die Platte wurde über eine Million Mal verkauft.

## Persönliches
Martindale ließ sich von seiner ersten Frau Madelyn 1971 scheiden; 1975 heiratete er Sandy Ferra. Er hatte vier Kinder, Enkel und Urenkel.
Am 2. Juni 2006 wurde Martindale mit einem Stern auf dem Hollywood Walk of Fame geehrt.
Im April 2025 starb er im Alter von 91 Jahren.

## Diskografie

### Singles
| Jahr | Titel Album       | Höchstplatzierung, Gesamtwochen, AuszeichnungChartplatzierungen (Jahr, Titel, Album, Platzierungen, Wochen, Auszeichnungen, Anmerkungen) | Höchstplatzierung, Gesamtwochen, AuszeichnungChartplatzierungen (Jahr, Titel, Album, Platzierungen, Wochen, Auszeichnungen, Anmerkungen) | Anmerkungen |
| Jahr | Titel Album       | UK | US | Anmerkungen |
| ---- | ----------------- | --- | --- | ----------- |
| 1959 | Deck of Cards     | UK5 (29 Wo.)UK | US7 (17 Wo.)US |             |
| 1961 | Black Land Farmer | — | US85 (2 Wo.)US |             |
| 1973 | Deck of Cards ’73 | UK22 (12 Wo.)UK | — |             |